# اسمیتویل، شهرستان مونرو، ایندیانا
اسمیتویل (به انگلیسی: Smithville) یک منطقهٔ مسکونی در ایالات متحده آمریکا است که در شهرستان مونرو، ایندیانا واقع شده‌است. اسمیتویل ۲۲۳٫۱۲ متر بالاتر از سطح دریا واقع شده‌است.